# Джангкрік
Джангкрік/Північно-східний Джангкрік – індонезійські офшорні газові родовища, виявлені у Макасарській протоці.
Джангкрік належить до нафтогазового басейну Кутей, виникнення якого пов’язане із виносом осадкового матеріалу потужною річкою Махакам. Родовище виявили у 2009 році унаслідок спорудження напівзануреним судном Jack Bates розвідувальної свердловини Jangkrik-1, закладеної в районі з глибиною моря 400 метра. 2010 року розмір відкриття уточнили за допомогою оціночних свердловин Jangkrik-2 (закладена в районі з завглибшки 425 метрів, довжина 2449 метрів) та Jangkrik-3 (глибина моря 416 метрів, довжина 2849 метрів), які пробурило судно Saipem 10000. 
В 2011 році пробурили розвідувальну свердловину (глибина моря 460 метрів, довжина 3633 метри) на структурі Північно-східний Джангкрік, яка змогла виявити ще одне родовище. Того ж року його розміри уточнили за допомогою оціночної свердловини. 
Поклади вуглеводнів родовищ виявлені у пісковиках, як на Джангкрік належать до епохи пліоцену, а на Північно-східний Джангкрік – до пліоцену та міоцену.  Запаси родовищ визначили на рівні 26 млрд м3 для Джангкрік та 12 млрд м3 для Північно-східний Джангкрік. 
Враховуючи глибини, розробку організували через десять облаштованих у підводному виконанні свердловин (сім на Джангкрік та три на Північно-східний Джангкрік), для спорудження яких законтрактували бурове судно Scarabeo 7. Свердловини під’єднані до плавучої установки з підготовки (вона ж починаючи з 2021 року також працює з продукцією родовища Меракес). Видача підготованої продукції відбувається через трубопроводи до району берегового газового термінала у Сеніпах. 
Видобуток почали у 2017 році, маючи за мету досягнути максимального показника на рівні 12,7 млн м3 на добу. Родовище належить до ліцензійної ділянки Муара-Бакау, права на яку має консорціум італійської Eni (55% участі, оператор), французької GDF Suez (33,3%) та місцевої PT. Saka Energi Muara Bakau (11,7%).